# Coppa di Turchia 2022-2023 (pallavolo maschile)
La Coppa di Turchia 2022-2023 si è svolta dal 23 settembre 2022 al 18 aprile 2023: al torneo hanno partecipato quattordici squadre di club turche e la vittoria finale è andata per l'ottava volta all'Halkbank.

## Regolamento
Alla competizione prendono parte tutte e 14 le squadre partecipanti alla Efeler Ligi 2022-2023. È prevista una fase di qualificazione, dalla quale sono esonerate le due formazioni finaliste della Efeler Ligi 2021-2022 (l'Halkbank e lo Ziraat Bankası), con tre gironi da quattro squadre che si sfidano in un round-robin: le prime due classificate di ciascun girone accedono ai quarti di finale, disputati in gara unica, così come la Final-4.

## Squadre partecipanti
| - Altekma - Arkas - Bursa BB - Cizre - Develi - Fenerbahçe - Galatasaray | - Halkbank - Hatay BB - Hekimoğlu - Spor Toto - Tokat - Türşad - Ziraat Bankası |

## Torneo

### Fase a gironi

#### Gruppo A

##### Risultati
| 23 settembre 2022 Başkent Voleybol Salonu, Ankara Durata: 1h:17 - Spettatori: 600 | Fenerbahçe | 3 - 0 | Hatay BB   | 25-23, 25-23, 25-21        |
| 23 settembre 2022 Başkent Voleybol Salonu, Ankara Durata: 1h:42 - Spettatori: 155 | Bursa BB   | 3 - 1 | Altekma    | 24-26, 25-14, 25-21, 25-23 |
| 24 settembre 2022 Başkent Voleybol Salonu, Ankara Durata: 1h:14 - Spettatori: 100 | Hatay BB   | 0 - 3 | Bursa BB   | 21-25, 18-25, 24-26        |
| 24 settembre 2022 Başkent Voleybol Salonu, Ankara Durata: 1h:08 - Spettatori: 400 | Altekma    | 0 - 3 | Fenerbahçe | 16-25, 18-25, 16-25        |
| 25 settembre 2022 Başkent Voleybol Salonu, Ankara Durata: 1h:16 - Spettatori: 150 | Altekma    | 0 - 3 | Hatay BB   | 18-25, 20-25, 21-25        |
| 25 settembre 2022 Başkent Voleybol Salonu, Ankara Durata: 2h:17 - Spettatori: 450 | Fenerbahçe | 3 - 1 | Bursa BB   | 29-31, 32-30, 25-19, 25-23 |

##### Classifica
| Pos. | Squadra    | Pt | G | V | P | SV | SP | Ratio | PF  | PS  | Ratio |
| ---- | ---------- | -- | - | - | - | -- | -- | ----- | --- | --- | ----- |
| 1.   | Fenerbahçe | 9  | 3 | 3 | 0 | 9  | 1  | 9,000 | 261 | 220 | 1,186 |
| 2.   | Bursa BB   | 6  | 3 | 2 | 1 | 7  | 4  | 1,750 | 278 | 258 | 1,078 |
| 3.   | Hatay BB   | 3  | 3 | 1 | 2 | 3  | 6  | 0,500 | 205 | 210 | 0,976 |
| 4.   | Altekma    | 0  | 3 | 0 | 3 | 1  | 9  | 0,111 | 193 | 249 | 0,775 |

      Qualificata ai quarti di finale.

#### Gruppo B

##### Risultati
| 23 settembre 2022 Burhan Felek Spor Salonu, Istanbul Durata: 2h:00 - Spettatori: ?   | Arkas     | 2 - 3 | Türşad    | 25-22, 18-25, 24-26, 25-19, 11-15 |
| 23 settembre 2022 Burhan Felek Spor Salonu, Istanbul Durata: 1h:57 - Spettatori: 60  | Spor Toto | 3 - 1 | Tokat     | 29-27, 25-21, 23-25, 25-12        |
| 24 settembre 2022 Burhan Felek Spor Salonu, Istanbul Durata: 1h:48 - Spettatori: 110 | Türşad    | 3 - 1 | Spor Toto | 23-25, 25-12, 25-20, 25-23        |
| 24 settembre 2022 Burhan Felek Spor Salonu, Istanbul Durata: 1h:24 - Spettatori: 250 | Tokat     | 0 - 3 | Arkas     | 14-25, 23-25, 16-25               |
| 25 settembre 2022 Burhan Felek Spor Salonu, Istanbul Durata: 2h:18 - Spettatori: 120 | Tokat     | 2 - 3 | Türşad    | 20-25, 18-25, 25-19, 25-23, 15-17 |
| 25 settembre 2022 Burhan Felek Spor Salonu, Istanbul Durata: 1h:26 - Spettatori: 160 | Arkas     | 3 - 0 | Spor Toto | 25-15, 25-21, 25-20               |

##### Classifica
| Pos. | Squadra   | Pt | G | V | P | SV | SP | Ratio | PF  | PS  | Ratio |
| ---- | --------- | -- | - | - | - | -- | -- | ----- | --- | --- | ----- |
| 1.   | Türşad    | 7  | 3 | 3 | 0 | 9  | 5  | 1,800 | 314 | 286 | 1,098 |
| 2.   | Arkas     | 7  | 3 | 2 | 1 | 8  | 3  | 2,667 | 253 | 216 | 1,171 |
| 3.   | Spor Toto | 3  | 3 | 1 | 2 | 4  | 7  | 0,571 | 238 | 258 | 0,922 |
| 4.   | Tokat     | 1  | 3 | 0 | 3 | 3  | 9  | 0,333 | 241 | 286 | 0,843 |

      Qualificata ai quarti di finale.

#### Gruppo C

##### Risultati
| 23 settembre 2022 İzmir Atatürk Spor Salonu, Smirne Durata: 2h:08 - Spettatori: 200 | Cizre       | 3 - 2 | Hekimoğlu   | 25-21, 16-25, 21-25, 25-19, 15-10 |
| 23 settembre 2022 İzmir Atatürk Spor Salonu, Smirne Durata: 1h:29 - Spettatori: 150 | Galatasaray | 3 - 0 | Develi      | 25-22, 25-22, 25-22               |
| 24 settembre 2022 İzmir Atatürk Spor Salonu, Smirne Durata: 2h:19 - Spettatori: 300 | Hekimoğlu   | 3 - 2 | Galatasaray | 17-25, 25-27, 26-24, 25-19, 15-12 |
| 24 settembre 2022 İzmir Atatürk Spor Salonu, Smirne Durata: 1h:35 - Spettatori: 60  | Develi      | 0 - 3 | Cizre       | 30-32, 19-25, 18-25               |
| 25 settembre 2022 İzmir Atatürk Spor Salonu, Smirne Durata: 1h:24 - Spettatori: 75  | Hekimoğlu   | 3 - 0 | Develi      | 25-23, 25-22, 25-20               |
| 25 settembre 2022 İzmir Atatürk Spor Salonu, Smirne Durata: 1h:20 - Spettatori: ?   | Galatasaray | 3 - 0 | Cizre       | 25-23, 25-14, 25-18               |

##### Classifica
| Pos. | Squadra     | Pt | G | V | P | SV | SP | Ratio | PF  | PS  | Ratio |
| ---- | ----------- | -- | - | - | - | -- | -- | ----- | --- | --- | ----- |
| 1.   | Galatasaray | 7  | 3 | 2 | 1 | 8  | 3  | 2,667 | 257 | 229 | 1,122 |
| 2.   | Hekimoğlu   | 6  | 3 | 2 | 1 | 8  | 5  | 1,600 | 283 | 274 | 1,033 |
| 3.   | Cizre       | 5  | 3 | 2 | 1 | 6  | 5  | 1,200 | 239 | 242 | 0,988 |
| 4.   | Develi      | 0  | 3 | 0 | 3 | 0  | 9  | 0,000 | 198 | 232 | 0,853 |

      Qualificata ai quarti di finale.

### Fase finale

#### Tabellone
|  | Quarti di finale | Quarti di finale | Quarti di finale |            |                | Semifinali     | Semifinali | Semifinali |  |  | Finale | Finale | Finale |  |
|  |                  |                  |                  |            |                |                |            |            |  |  |        |        |        |  |
|  | Ziraat Bankası   | Ziraat Bankası   | 3                |            |                |                |            |            |  |  |        |        |        |  |
|  | Ziraat Bankası   | Ziraat Bankası   | 3                |            |                |                |            |            |  |  |        |        |        |  |
|  | Galatasaray      | Galatasaray      | 2                |            |                |                |            |            |  |  |        |        |        |  |
|  | Galatasaray      | Galatasaray      | 2                |            | Ziraat Bankası | Ziraat Bankası | 2          |            |  |  |        |        |        |  |
|  |                  |                  |                  |            | Ziraat Bankası | Ziraat Bankası | 2          |            |  |  |        |        |        |  |
|  |                  |                  | Fenerbahçe       | Fenerbahçe | 3              |                |            |            |  |  |        |        |        |  |
|  | Fenerbahçe       | Fenerbahçe       | Fenerbahçe       | Fenerbahçe | 3              | 3              |            |            |  |  |        |        |        |  |
|  | Fenerbahçe       | Fenerbahçe       |                  |            |                |                |            |            |  |  |        |        |        |  |
|  | Hekimoğlu        | Hekimoğlu        | 1                |            |                |                |            |            |  |  |        |        |        |  |
|  | Hekimoğlu        | Hekimoğlu        | 1                |            | Fenerbahçe     | Fenerbahçe     | 0          |            |  |  |        |        |        |  |
|  |                  |                  |                  |            |                |                |            |            |  |  |        |        |        |  |
|  |                  |                  | Halkbank         | Halkbank   | 3              |                |            |            |  |  |        |        |        |  |
|  | Arkas            | Arkas            | Halkbank         | Halkbank   | 3              | 3              |            |            |  |  |        |        |        |  |
|  | Arkas            | Arkas            |                  |            |                |                |            |            |  |  |        |        |        |  |
|  | Bursa BB         | Bursa BB         | 1                |            |                |                |            |            |  |  |        |        |        |  |
|  | Bursa BB         | Bursa BB         | 1                |            | Arkas          | Arkas          | 0          |            |  |  |        |        |        |  |
|  |                  |                  |                  |            | Arkas          | Arkas          | 0          |            |  |  |        |        |        |  |
|  |                  |                  | Halkbank         | Halkbank   | 3              |                |            |            |  |  |        |        |        |  |
|  | Halkbank         | Halkbank         | Halkbank         | Halkbank   | 3              | 3              |            |            |  |  |        |        |        |  |
|  | Halkbank         | Halkbank         |                  |            |                |                |            |            |  |  |        |        |        |  |
|  | Türşad           | Türşad           | 1                |            |                |                |            |            |  |  |        |        |        |  |

#### Risultati

##### Quarti di finale
| 22 dicembre 2022 Başkent Voleybol Salonu, Ankara Durata: 2h:17 - Spettatori: 1 400  | Ziraat Bankası | 3 - 2 | Galatasaray | 22-25, 31-29, 25-16, 22-25, 15-10 |
| 21 dicembre 2022 Burhan Felek Spor Salonu, Istanbul Durata: 1h:58 - Spettatori: 300 | Fenerbahçe     | 3 - 1 | Hekimoğlu   | 25-23, 25-22, 24-26, 25-18        |
| 21 dicembre 2022 İzmir Atatürk Spor Salonu, Smirne Durata: 1h:44 - Spettatori: 480  | Arkas          | 3 - 1 | Bursa BB    | 26-28, 25-14, 25-23, 25-16        |
| 22 dicembre 2022 Başkent Voleybol Salonu, Ankara Durata: 1h:45 - Spettatori: 800    | Halkbank       | 3 - 1 | Türşad      | 25-17, 21-25, 25-14, 25-15        |

##### Semifinali
| 17 aprile 2023 Cengiz Göllü Kapalı Spor Salonu, Bursa Durata: 2h:34 - Spettatori: 2 000 | Ziraat Bankası | 2 - 3 | Fenerbahçe | 25-27, 25-17, 25-16, 22-25, 13-15 |
| 17 aprile 2023 Cengiz Göllü Kapalı Spor Salonu, Bursa Durata: 1h:16 - Spettatori: 1 400 | Arkas          | 0 - 3 | Halkbank   | 14-25, 16-25, 23-25               |

##### Finale
| 18 aprile 2023 Cengiz Göllü Kapalı Spor Salonu, Bursa Durata: 1h:21 - Spettatori: 4 000 | Fenerbahçe | 0 - 3 | Halkbank | 21-25, 18-25, 12-25 |

## Statistiche
| Rendimento individuale | Rendimento individuale | Rendimento individuale | Rendimento individuale |
| Pos.                   | Nome                   | Punti                  | Squadra                |
| ---------------------- | ---------------------- | ---------------------- | ---------------------- |
| 1                      | Bardia Saadat          | 98                     | Türşad                 |
| 2                      | Thomas Edgar           | 91                     | Galatasaray            |
| 3                      | Bradley Gunter         | 85                     | Hekimoğlu              |
| 4                      | Kaan Gürbüz            | 83                     | Fenerbahçe             |
| 5                      | Mirza Lagumdžija       | 79                     | Arkas                  |

| Attacchi vincenti | Attacchi vincenti | Attacchi vincenti | Attacchi vincenti |
| Pos.              | Nome              | Punti             | Squadra           |
| ----------------- | ----------------- | ----------------- | ----------------- |
| 1                 | Bardia Saadat     | 83                | Türşad            |
| 1                 | Thomas Edgar      | 83                | Galatasaray       |
| 3                 | Kaan Gürbüz       | 71                | Fenerbahçe        |
| 4                 | Bradley Gunter    | 69                | Hekimoğlu         |
| 5                 | Mirza Lagumdžija  | 66                | Arkas             |

| Muri vincenti | Muri vincenti    | Muri vincenti | Muri vincenti |
| Pos.          | Nome             | Punti         | Squadra       |
| ------------- | ---------------- | ------------- | ------------- |
| 1             | Ahmet Tümer      | 16            | Fenerbahçe    |
| 1             | Hakan Polat      | 16            | Türşad        |
| 3             | Daniel McDonnell | 11            | Arkas         |
| 4             | Oğuzhan Karasu   | 10            | Galatasaray   |
| 4             | Bardia Saadat    | 10            | Türşad        |

| Battute vincenti | Battute vincenti  | Battute vincenti | Battute vincenti |
| Pos.             | Nome              | Punti            | Squadra          |
| ---------------- | ----------------- | ---------------- | ---------------- |
| 1                | Burutay Subaşı    | 14               | Arkas            |
| 2                | Bradley Gunter    | 12               | Hekimoğlu        |
| 3                | Nimir Abdel-Aziz  | 11               | Halkbank         |
| 4                | Thomas Jaeschke   | 9                | Halkbank         |
| 5                | Božidar Vučićević | 8                | Spor Toto        |
| 5                | Gökhan Gökgöz     | 8                | Bursa BB         |
| 5                | Daniel McDonnell  | 8                | Arkas            |